# Port lotniczy Manihiki
Port lotniczy Manihiki – port lotniczy zlokalizowany na wyspie Manihiki (Wyspy Cooka).

## Linie lotnicze i połączenia
- Air Rarotonga (Aitutaki, Penrhyn Island, Pukapuka, Rarotonga)